# Gaël Kakuta
Gaël Kakuta (Lilla, 21 giugno 1991) è un calciatore francese naturalizzato congolese (Repubblica Democratica del Congo), centrocampista o attaccante del Sakaryaspor e della nazionale congolese.

## Caratteristiche tecniche
Nel 2010 è stato inserito nella lista dei migliori calciatori nati dopo il 1989 stilata da Don Balón. Per il suo stile di gioco è stato molte volte paragonato a Florent Malouda, connazionale prima che Kakuta cambiasse nazionalità.

## Carriera

### Club

#### Gli inizi
Inizia a giocare a calcio all'età di 7 anni, dopo aver visto suo zio giocare nelle riserve del Lille. Comincia a giocare nelle file del club locale del Lille-Moulins. Rimane nel club fino al 1999, anno in cui viene prelevato dal Lens. Nel club francese vi rimane per otto anni.

#### Chelsea ed i vari prestiti

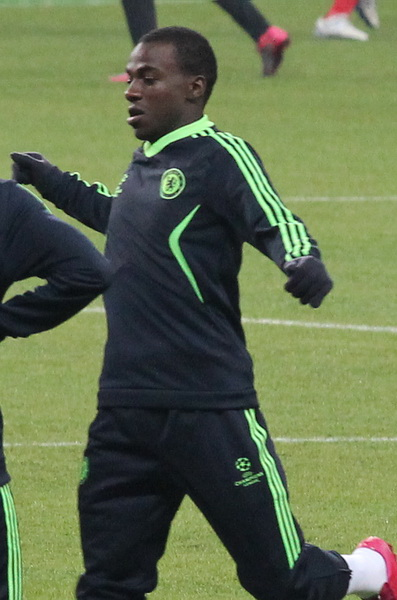
Kakuta durante il riscaldamento con il Chelsea.

Nel 2007 viene acquistato dal club londinese del Chelsea. Nella stagione 2008-2009 gli viene concesso spesso di allenarsi con la prima squadra mentre nel febbraio del 2009 si ferma per sei mesi a causa di un infortunio alla caviglia. Torna nella stagione successiva e l'allora allenatore del club londinese Carlo Ancelotti lo inserisce nella lista UEFA che parteciperà alla UEFA Champions League. Il 3 settembre 2009, la Dispute Resolution Chamber annuncia che il giovane centrocampista francese sarebbe stato squalificato per quattro mesi con una multa di 780.000 euro da pagare al suo vecchio club di provenienza per una violazione contrattuale. Inoltre al club londinese venne vietato di acquistare nuovi giocatori fino a gennaio 2011 più una multa di 130.000 euro per aver indotto il ragazzo a rompere i suoi vincoli contrattuali con il Lens. Successivamente, grazie al ricorso vinto dai legali del Chelsea, le sanzioni vennero revocate immediatamente.
Il 21 novembre 2009 fa il suo debutto in Premier League, in occasione della vittoria per 4-0 contro il Wolverhampton, subentrando al 59' a Salomon Kalou. L'8 dicembre successivo fa il suo esordio anche in Champions League, nel pareggio per 2-2 contro il club cipriota dell'APOEL, partendo da titolare e venendo poi sostituito al 73' da Fabio Borini. Conclude la sua prima stagione da professionista con 4 presenze all'attivo e con la vittoria finale del Campionato inglese e della FA Cup.
L'esordio stagionale della seconda stagione, da professionista, arriva l'11 settembre 2010, nella vittoria per 3-1 contro il West Ham, subentrando al 76' a Nicolas Anelka. Dopo 12 presenze stagionali con la maglia del Chelsea, il 26 gennaio 2011 viene ceduto in prestito, fino a giugno, al Fulham. Esordisce con la nuova maglia il 2 febbraio successivo, nella vittoria per 1-0 contro il Newcastle, subentrando ad Andrew Johnson al 71'. In questa esperienza mette a segno anche il suo primo gol in carriera, aprendo le marcature nella vittoria per 3-0 contro il Sunderland. Conclude l'esperienza con il Fulham totalizzando 7 presenze e un gol.
In estate torna al Chelsea, che lo cede immediatamente, in prestito, al Bolton. Con la maglia dei Trotters esordisce il 20 settembre 2011, nella partita di League Cup contro l'Aston Villa e siglando la rete del 2-0 finale. A gennaio, dopo 6 presenze e un gol, viene ceduto al Digione. fino alla fine della stagione, ed esordisce con un gol in una partita di Coppa di Francia contro l'Istres, aprendo le marcature del 2-1 finale. Sette giorni dopo, il 28 gennaio 2012, esordisce nella Ligue 1 nella sconfitta per 3-1 contro il Lione, subentrando a Benjamin Corgnet al 54'. Il primo gol nel campionato francese arriva l'11 febbraio 2012, nel pareggio per 1-1 contro il Brest, aprendo le marcature al 76'. L'esperienza francese si conclude con un totale di 16 presenze e 5 reti.
Il 31 agosto 2012, dopo l'ennesimo ritorno al Chelsea, viene ceduto in prestito al Vitesse, squadra militante nell'Eredivisie, massimo livello del campionato olandese di calcio. L'esordio arriva il 26 settembre 2012, in una partita di KNVB beker vinta 3-0 contro il Gemert, giocando la partita da titolare venendo poi sostituito da Brahim Darri al 46'. Il 28 ottobre successivo arriva la prima partita in Eredivisie, in occasione della sconfitta casalinga per 2-1 contro l'AZ. Il 19 gennaio 2013 mette a segno il suo primo gol in terra olandese, siglando il gol della bandiera nella sconfitta, in campionato, per 4-1 contro l'AZ. Conclude la stagione totalizzando 26 presenze e un gol, e il Vitesse decide di richiedere al Chelsea il rinnovo del prestito. Inizia così la nuova stagione con la stessa maglia di quella precedente, infatti l'esordio stagionale con il Vitesse arriva il 1º agosto 2013 nel pareggio per 1-1, nella partita di ritorno del turno di qualificazione di Europa League, contro il club romeno del Petrolul Ploiești. Il 30 settembre successivo sigla la prima doppietta in carriera ai danni del Noordwijk, partita di Coppa d'Olanda vinta 5-0: Kakuta prima apre le marcature al 2' e la chiude all'84'. Conclude l'esperienza olandese il 31 gennaio 2014 totalizzando 40 presenze nelle quali ha siglato 4 gol.
Il 31 gennaio 2014 viene acquisito dal club italiano della Lazio a titolo temporaneo con diritto di riscatto fissato a 3,5 milioni di euro. Il 20 febbraio successivo fa il suo esordio con la maglia del club capitolino, subentrando a Senad Lulić al minuto 68 in occasione della sconfitta casalinga per 1-0, nei sedicesimi di finale di Europa League, contro i bulgari del Ludogorets. Il 9 marzo successivo, arriva anche l'esordio nel Campionato italiano, subentrando all'86' a Miroslav Klose nella sconfitta casalinga per 1-0 contro l'Atalanta. Il 1º luglio 2014 la Lazio decide di non riscattare il cartellino del giocatore che torna di nuovo al Chelsea.
Il 31 luglio 2014 viene acquisito, a titolo temporaneo, dal club spagnolo del Rayo Vallecano. Esordisce il 25 agosto successivo nel pareggio interno, per 0-0, contro i campioni in carica dell'Atlético Madrid. Il 14 settembre 2014 mette a segno la prima rete con la nuova maglia in occasione della sconfitta casalinga, per 2-3, contro l'Elche. Conclude la stagione con un totale di 35 presenze e 5 reti.

#### Siviglia
Il 18 giugno 2015 viene acquistato dal Siviglia per una cifra vicina ai 4 milioni di euro. Lascia gli andalusi dopo sole 2 presenze in campionato e 3 presenze e 1 gol in Coppa del Re.

#### Hebei Fortune e vari prestiti
Nel mercato invernale del 2016 passa all'Hebei China Fortune nel campionato cinese. Chiude la sua esperienza cinese con 24 presenze e due reti.
A distanza di un anno, nel gennaio del 2017, torna in Spagna in prestito al Deportivo La Coruña fino al termine della stagione.
Ritornato all'Hebei, inizialmente lascia il club cinese a titolo definitivo per approdare in Francia all'Amiens, ma il trasferimento viene negato; così viene ceduto ancora una volta in prestito per l'intera stagione, concludendo la sua esperienza con 38 presenze e 2 goal.

#### Rayo Vallecano e ritorno all'Amiens
Il 13 luglio 2018 viene ingaggiato dal Rayo Vallecano con il quale sottoscrive un contratto di 4 anni, ma alla fine della stagione, con solo 12 presenze, non riesce a contribuire alla salvezza del club che retrocede in Segunda División.
Il 9 agosto 2019 ritorna all'Amiens, squadra che, anche in questo caso, al termine della stagione retrocede in Ligue 2.

#### Lens e secondo ritorno all'Amiens
Il 9 luglio 2020 viene ceduto in prestito con diritto di riscatto al Lens in Ligue 1, squadra in cui è cresciuto; dopo una stagione convincente, il 26 maggio 2021, il club dell'Alta Francia esercita l'opzione di acquisto rendendo definitivo il suo trasferimento. Lascia il club giallorosso dopo 66 presenze e 14 reti in campionato.
Il 6 ottobre 2022, dopo due stagioni, fa ritorno a titolo definitivo all'Amiens in Ligue 2, sottoscrivendo un contratto fino al 30 giugno 2026.

### Nazionale

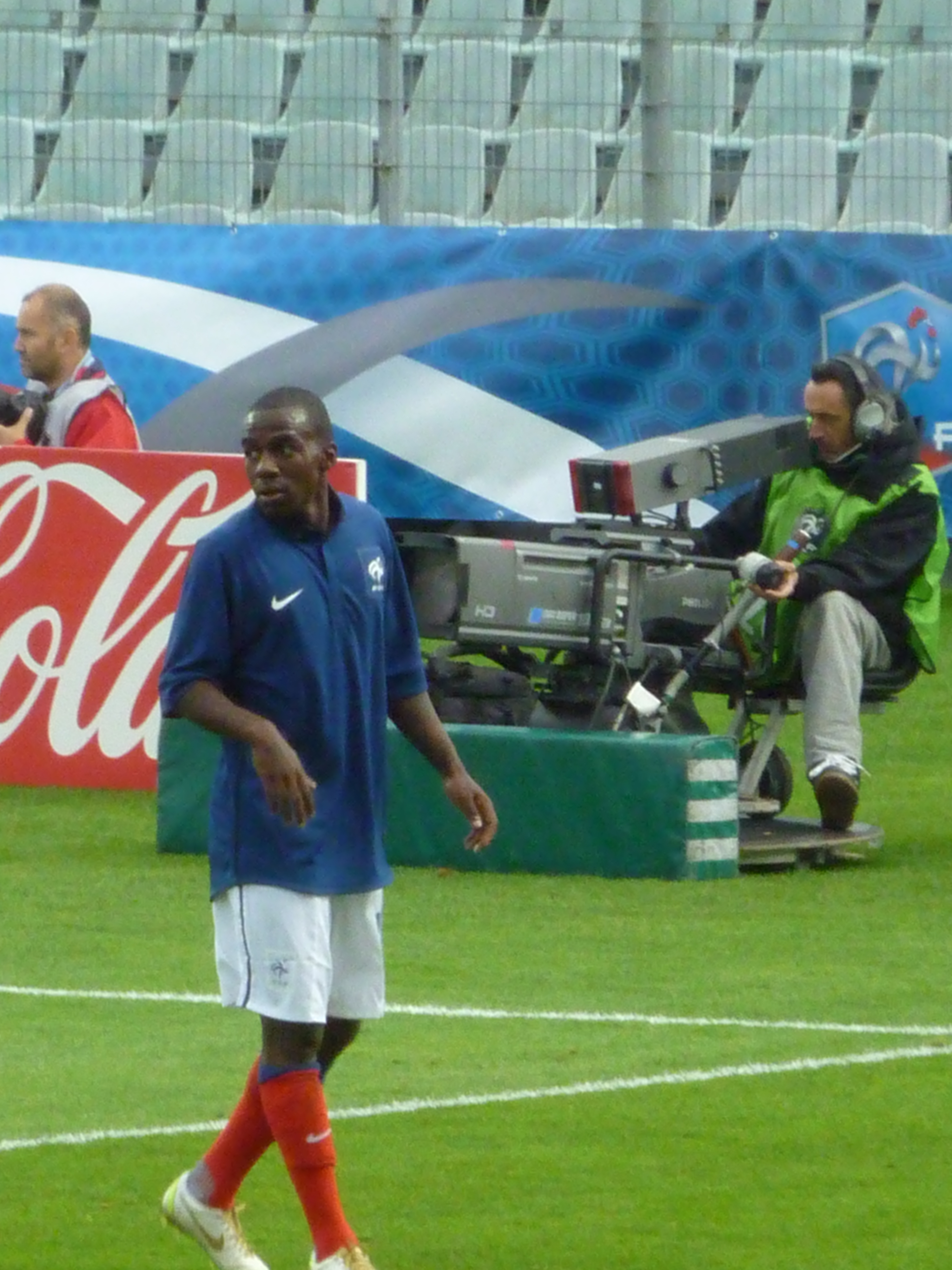
Kakuta con la maglia della Nazionale Under-21 di calcio della Francia.

Ha rappresentato il suo paese in tutti livelli di nazionale giovanile. Con la Francia Under-16 ha segnato all'esordio in un pareggio per 1-1 contro l'Irlanda U-16.
Venne convocato con regolarità anche con la maglia della Francia Under-17 con la quale ha esordito il 4 ottobre 2007 nel pareggio per 1-1 contro la Svizzera Under-17. Con la Nazionale Under 17, partecipa al Campionato europeo di calcio Under-17 2008 in Turchia. Esordisce, nella competizione europea, il 4 maggio 2008 contro l'Irlanda Under-17, vincendo 2-1. Il 10 maggio successivo la Francia supera la fase a gironi al secondo posto dietro la Spagna Under-17. Il 13 maggio realizza uno dei calci di rigore che permette alla sua Nazionale di raggiungere la finale contro la Spagna, partita poi persa per 4-0. In tale competizione scende in campo in tutte e cinque le partite della competizione.
Con la Francia Under-18 totalizza 5 presenze nelle quali mette a segno 3 gol, la doppietta contro l'Irlanda Under-18 e il gol vittoria contro la Turchia Under-18. Nel 2010 partecipa al Campionato europeo di calcio Under-19 2010 in Francia, esordendo, in tale competizione, con un gol il 18 luglio in occasione della vittoria, nella fase a gironi, per 4-1 contro l'Olanda U-19. Il 27 luglio successivo metta a segno il gol del momentaneo pareggio, per 1-1, contro la Croazia U-19 in semifinale, la partita verrà poi vinta dai francesi per 2-1. Scende in campo anche per la finale contro la Spagna U-19, la partita viene vinta per 2-1 laureando così i francesi campioni d'Europa. Alla fine della competizione viene premiato come miglior giocatore dell'Europeo.
Dal 2016 sceglie di rappresentare la Repubblica Democratica del Congo.

## Statistiche

### Presenze e reti nei club
Statistiche aggiornate al 7 ottobre 2022.
| Stagione              | Squadra               | Campionato            | Campionato | Campionato | Coppe nazionali | Coppe nazionali | Coppe nazionali | Coppe continentali | Coppe continentali | Coppe continentali | Altre coppe | Altre coppe | Altre coppe | Totale | Totale |
| Stagione              | Squadra               | Comp                  | Pres       | Reti       | Comp            | Pres            | Reti            | Comp               | Pres               | Reti               | Comp        | Pres        | Reti        | Pres   | Reti   |
| --------------------- | --------------------- | --------------------- | ---------- | ---------- | --------------- | --------------- | --------------- | ------------------ | ------------------ | ------------------ | ----------- | ----------- | ----------- | ------ | ------ |
| 2009-2010             | Chelsea               | PL                    | 1          | 0          | FACup+CdL       | 1+1             | 0               | UCL                | 1                  | 0                  | CS          | 0           | 0           | 4      | 0      |
| 2010-gen. 2011        | Chelsea               | PL                    | 5          | 0          | FACup+CdL       | 1+1             | 0               | UCL                | 5                  | 0                  | CS          | 0           | 0           | 12     | 0      |
| Totale Chelsea        | Totale Chelsea        | Totale Chelsea        | 6          | 0          |                 | 4               | 0               |                    | 6                  | 0                  |             | -           | -           | 16     | 0      |
| gen.-giu. 2011        | Fulham                | PL                    | 7          | 1          | FACup+CdL       | 0               | 0               | -                  | -                  | -                  | -           | -           | -           | 7      | 1      |
| 2011-gen. 2012        | Bolton                | PL                    | 4          | 0          | FACup+CdL       | 0+2             | 1               | -                  | -                  | -                  | -           | -           | -           | 6      | 1      |
| gen.-giu. 2012        | Digione               | L1                    | 14         | 4          | CF+CdL          | 2+0             | 1               | -                  | -                  | -                  | -           | -           | -           | 16     | 5      |
| 2012-2013             | Vitesse               | ED                    | 22         | 1          | CO              | 4               | 0               | -                  | -                  | -                  | -           | -           | -           | 26     | 1      |
| 2013-gen. 2014        | Vitesse               | ED                    | 12         | 1          | CO              | 1               | 2               | UEL                | 1                  | 0                  | -           | -           | -           | 14     | 3      |
| Totale Vitesse        | Totale Vitesse        | Totale Vitesse        | 34         | 2          |                 | 5               | 2               |                    | 1                  | 0                  |             | -           | -           | 40     | 4      |
| gen.-giu. 2014        | Lazio                 | A                     | 1          | 0          | CI              | 0               | 0               | UEL                | 1                  | 0                  | -           | -           | -           | 2      | 0      |
| 2014-2015             | Rayo Vallecano        | PD                    | 35         | 5          | CR              | 0               | 0               | -                  | -                  | -                  | -           | -           | -           | 35     | 5      |
| 2015-2016             | Siviglia              | PD                    | 2          | 0          | CR              | 3               | 1               | UCL                | 0                  | 0                  | SU          | 0           | 0           | 5      | 1      |
| 2016                  | Hebei China Fortune   | CSL                   | 24         | 2          | CC              | 0               | 0               | -                  | -                  | -                  | -           | -           | -           | 24     | 2      |
| gen.-giu. 2017        | Deportivo La Coruña   | PD                    | 10         | 2          | CR              | -               | -               | -                  | -                  | -                  | -           | -           | -           | 10     | 2      |
| 2017-2018             | Amiens                | L1                    | 36         | 6          | CF+CdL          | 0+2             | 0               | -                  | -                  | -                  | -           | -           | -           | 38     | 6      |
| 2018-2019             | Rayo Vallecano        | PD                    | 12         | 1          | CR              | 0               | 0               | -                  | -                  | -                  | -           | -           | -           | 12     | 1      |
| Totale Rayo Vallecano | Totale Rayo Vallecano | Totale Rayo Vallecano | 47         | 6          |                 | 0               | 0               |                    | -                  | -                  |             | -           | -           | 47     | 6      |
| 2019-2020             | Amiens                | L1                    | 24         | 2          | CF+CdL          | 0+0             | 0               | -                  | -                  | -                  | -           | -           | -           | 24     | 2      |
| 2020-2021             | Lens                  | L1                    | 35         | 11         | CF              | 1               | 0               | -                  | -                  | -                  | -           | -           | -           | 36     | 11     |
| 2021-2022             | Lens                  | L1                    | 29         | 3          | CF              | 2               | 0               | -                  | -                  | -                  | -           | -           | -           | 31     | 3      |
| ago.-ott. 2022        | Lens                  | L1                    | 2          | 0          | CF              | -               | -               | -                  | -                  | -                  | -           | -           | -           | 2      | 0      |
| Totale Lens           | Totale Lens           | Totale Lens           | 66         | 14         |                 | 3               | 0               |                    | -                  | -                  |             | -           | -           | 69     | 14     |
| ott. 2022-2023        | Amiens                | L2                    | 19         | 4          | CF              | 1               | 2               | -                  | -                  | -                  | -           | -           | -           | 20     | 6      |
| Totale Amiens         | Totale Amiens         | Totale Amiens         | 79         | 12         |                 | 3               | 2               |                    | -                  | -                  |             | -           | -           | 82     | 14     |
| Totale carriera       | Totale carriera       | Totale carriera       | 294        | 42         |                 | 22              | 7               |                    | 7                  | 0                  |             | -           | -           | 323    | 49     |

### Cronologia presenze e reti in nazionale
| Cronologia completa delle presenze e delle reti in nazionale ― RD del Congo | Cronologia completa delle presenze e delle reti in nazionale ― RD del Congo | Cronologia completa delle presenze e delle reti in nazionale ― RD del Congo | Cronologia completa delle presenze e delle reti in nazionale ― RD del Congo | Cronologia completa delle presenze e delle reti in nazionale ― RD del Congo | Cronologia completa delle presenze e delle reti in nazionale ― RD del Congo | Cronologia completa delle presenze e delle reti in nazionale ― RD del Congo | Cronologia completa delle presenze e delle reti in nazionale ― RD del Congo |
| Data                                                                        | Città                                                                       | In casa                                                                     | Risultato                                                                   | Ospiti                                                                      | Competizione                                                                | Reti                                                                        | Note                                                                        |
| --------------------------------------------------------------------------- | --------------------------------------------------------------------------- | --------------------------------------------------------------------------- | --------------------------------------------------------------------------- | --------------------------------------------------------------------------- | --------------------------------------------------------------------------- | --------------------------------------------------------------------------- | --------------------------------------------------------------------------- |
| 26-3-2017                                                                   | Machakos                                                                    | Kenya                                                                       | 2 – 1                                                                       | RD del Congo                                                                | Amichevole                                                                  | 1                                                                           |                                                                             |
| 10-6-2017                                                                   | Kinshasa                                                                    | RD del Congo                                                                | 3 – 1                                                                       | Rep. del Congo                                                              | Qual. Coppa d'Africa 2019                                                   | -                                                                           | 52’                                                                         |
| 1º-9-2017                                                                   | Radès                                                                       | Tunisia                                                                     | 2 – 1                                                                       | RD del Congo                                                                | Qual. Mondiali 2018                                                         | -                                                                           | 83’                                                                         |
| 5-9-2017                                                                    | Kinshasa                                                                    | RD del Congo                                                                | 2 – 2                                                                       | Tunisia                                                                     | Qual. Mondiali 2018                                                         | -                                                                           | 82’                                                                         |
| 13-10-2018                                                                  | Kinshasa                                                                    | RD del Congo                                                                | 1 – 2                                                                       | Zimbabwe                                                                    | Qual. Coppa d'Africa 2019                                                   | -                                                                           |                                                                             |
| 10-10-2019                                                                  | Blida                                                                       | Algeria                                                                     | 1 – 1                                                                       | RD del Congo                                                                | Amichevole                                                                  | -                                                                           | 58’                                                                         |
| 13-10-2019                                                                  | Amiens                                                                      | Costa d'Avorio                                                              | 3 – 1                                                                       | RD del Congo                                                                | Amichevole                                                                  | -                                                                           | 46’                                                                         |
| 14-11-2020                                                                  | Kinshasa                                                                    | RD del Congo                                                                | 0 – 0                                                                       | Angola                                                                      | Qual. Coppa d'Africa 2021                                                   | -                                                                           | 46’                                                                         |
| 17-11-2020                                                                  | Luanda                                                                      | Angola                                                                      | 0 – 1                                                                       | RD del Congo                                                                | Qual. Coppa d'Africa 2021                                                   | -                                                                           | 80’                                                                         |
| 5-6-2021                                                                    | Tunisi                                                                      | Tunisia                                                                     | 1 – 0                                                                       | RD del Congo                                                                | Amichevole                                                                  | -                                                                           |                                                                             |
| 11-11-2021                                                                  | Dar es Salaam                                                               | Tanzania                                                                    | 0 – 3                                                                       | RD del Congo                                                                | Qual. Mondiali 2022                                                         | 1                                                                           | 62’                                                                         |
| 14-11-2021                                                                  | Kinshasa                                                                    | RD del Congo                                                                | 2 – 0                                                                       | Benin                                                                       | Qual. Mondiali 2022                                                         | -                                                                           |                                                                             |
| 29-3-2022                                                                   | Casablanca                                                                  | Marocco                                                                     | 4 – 1                                                                       | RD del Congo                                                                | Qual. Mondiali 2022                                                         | -                                                                           | 46’                                                                         |
| 24-3-2023                                                                   | Lubumbashi                                                                  | RD del Congo                                                                | 3 – 1                                                                       | Mauritania                                                                  | Qual. Coppa d'Africa 2023                                                   | 1                                                                           | 62’                                                                         |
| 14-6-2023                                                                   | Douala                                                                      | RD del Congo                                                                | 1 – 0                                                                       | Uganda                                                                      | Amichevole                                                                  | -                                                                           | 67’ 89’                                                                     |
| 18-6-2023                                                                   | Libreville                                                                  | Gabon                                                                       | 0 – 2                                                                       | RD del Congo                                                                | Qual. Coppa d'Africa 2023                                                   | -                                                                           | 74’                                                                         |
| 9-9-2023                                                                    | Kinshasa                                                                    | RD del Congo                                                                | 2 – 0                                                                       | Sudan                                                                       | Qual. Coppa d'Africa 2023                                                   | -                                                                           | 82’                                                                         |
| 15-11-2023                                                                  | Kinshasa                                                                    | RD del Congo                                                                | 2 – 0                                                                       | Mauritania                                                                  | Qual. Mondiali 2026                                                         | -                                                                           | 83’                                                                         |
| 19-11-2023                                                                  | Bengasi                                                                     | Sudan                                                                       | 1 – 0                                                                       | RD del Congo                                                                | Qual. Mondiali 2026                                                         | -                                                                           | 46’                                                                         |
| 6-1-2024                                                                    | Dubai                                                                       | RD del Congo                                                                | 0 – 0                                                                       | Angola                                                                      | Amichevole                                                                  | -                                                                           | 60’                                                                         |
| 10-1-2024                                                                   | Abu Dhabi                                                                   | RD del Congo                                                                | 1 – 2                                                                       | Burkina Faso                                                                | Amichevole                                                                  | -                                                                           | 77’                                                                         |
| 17-1-2024                                                                   | San-Pédro                                                                   | RD del Congo                                                                | 1 – 1                                                                       | Zambia                                                                      | Coppa d'Africa 2023 - 1º turno                                              | -                                                                           | 70’                                                                         |
| 21-1-2024                                                                   | San-Pédro                                                                   | Marocco                                                                     | 1 – 1                                                                       | RD del Congo                                                                | Coppa d'Africa 2023 - 1º turno                                              | -                                                                           | 64’                                                                         |
| 24-1-2024                                                                   | Korhogo                                                                     | Tanzania                                                                    | 0 – 0                                                                       | RD del Congo                                                                | Coppa d'Africa 2023 - 1º turno                                              | -                                                                           | 87’                                                                         |
| 7-2-2024                                                                    | Abidjan                                                                     | Costa d'Avorio                                                              | 1 – 0                                                                       | RD del Congo                                                                | Coppa d'Africa 2023 - Semifinale                                            | -                                                                           | 46’                                                                         |
| 6-6-2024                                                                    | Diamniadio                                                                  | Senegal                                                                     | 1 – 1                                                                       | RD del Congo                                                                | Qual. Mondiali 2026                                                         | -                                                                           | 73’                                                                         |
| 9-6-2024                                                                    | Kinshasa                                                                    | RD del Congo                                                                | 1 – 0                                                                       | Togo                                                                        | Qual. Mondiali 2026                                                         | -                                                                           | 46’                                                                         |
| 9-9-2024                                                                    | Dar-es-Salaam                                                               | Etiopia                                                                     | 0 – 2                                                                       | RD del Congo                                                                | Qual. Coppa d'Africa 2025                                                   | -                                                                           | 46’                                                                         |
| Totale                                                                      |                                                                             | Presenze                                                                    | 28                                                                          |                                                                             | Reti                                                                        | 3                                                                           |                                                                             |

## Palmarès

### Club

#### Competizioni nazionali
- Campionato inglese: 1

Chelsea: 2009-2010
- Coppa d'Inghilterra: 1

Chelsea: 2009-2010

### Nazionale
- Campionato d'Europa Under-19: 1

Francia 2010

### Individuale
- Golden Player dell'Europeo Under-19: 1

Francia 2010